# Fable (видео-игра)
Fable је видео-игра компаније Lionhead Studios, коју је објавио Мајкрософт, 2004. године. Допуњена је проширеним издањем "Fable: The Lost Chapters" наредне године.

## Игривост
Сваком играчу ће бити потребно мало времена како би савладао незгодне контроле, по којима је Lionhead studios познат још након претходне велике игре: Black and White. Немогуће је, на пример, сачувати пређену игру (снимити) кад играч зажели, већ једино у одређеним околностима. Са једним ликом- знаним само под титулом Херој (мада се као и много тога, може купити чак и надимак!), играч се након неколико мисија везује за Guild (Школу), у којој добија мисије, којима пролази кроз причу, али и многе успутне задатке. То такође унапређује своје искуство, енергију и учи нове моћи и магију. Време је овде веома битан фактор, поред првих неколико мисија, где се херој школује и његове године су егзактне, за све остале мисије нема временског ограничења, и лик убрзо приметно почиње да сазрева и стари, што се види по његовом телу, а једино лице остаје исто. Баш као и у B&W-у, играч ће у много ситуација бити принуђен да бира између доброг и злог решења, што одређује његов карактер и однос према другима. Сваки лик у игри је пажљиво програмиран, и исто као и хероју, мењају му се године и однос према главном лику, зависно од разних утицаја. Херој се такође може оженити, али и натерати друге особе да се заљубе у њега.

### Херојево детињство, школовање у Guild-у
Прича се догађа у окружењу сличном европском средњем веку (као могуће локације узори, могући су неки алпски градови, нарочито аустријски Салцбург). Херој почиње причу као седмогодишњи дечак, који живи у свом забаченом селу Оуквејлу, подно неке планине, на обали мора. Уопште нема криминала, сви живе у некој врсти једнакости (могло би се рећи чак и у комунизму). У почетку, дечаков отац, Бром, шаље свог сина да чини добра дела, како би му дао новац за поклон, поводом рођендана његове сестре- Терезе. Након што оконча ову мање-више духовиту мисију, Херој може да поклони или да не поклони сестри поклон, али свеједно, она својим пророчким моћима открива да нешто није у реду. Изненада, у село продиру бандити, палећи све за собом и отевши Терезу. Из села је нестала и дечакова мајка (годинама се претпостављало да су оне мртве), а дечак је видео оца како умире. Изненада, кад је и дечак требало да страда, појављује се Мејз, моћни херој, који штити дечака и одводи га у Guild. Предаје га на едукацију Guild Master-у, главном учитељу школе, који је у почетку био сумњичав спрам дечакових способности. Ипак, након десет година мукотрпног школовања, херој је научио да се бори мачем, луком и стрелом, као и неке основе магије. Дипломирао је заједно са својом потоњом великом конкуренткињом- Виспер.

### Прве озбиљније мисије
Након што је одбранио оближње излетиште од напада великих оса, научио да се бори са бандитима и испунио више малих мисија, херој је почео да открива све мапе тзв. "Новог Краљевства" Албиона ("Старо Краљевство" је, извесно, пропало у прошлости, што се поистовећује са пропашћу Римског царства у односу на тада "нове" средњовековне државе). Повећава количину личне имовине, искуство, издрживост, број моћи,... Одлази у градић Јужни Бауерстоун, где среће Мејза, који га обавештава да постоје неке индиције да му је сестра жива. У међувремену, један задатак га приморава да одведе двојицу трговаца кроз мрачну зону крцату разним чудовиштима и бандитима, а кад оконча ту мисију, враћа се у родни Оуквејл по први пут након више од 10 година. Телепортација, коју убрзо научи,  омогућује му да лакше крстари кроз Албион.

### Потрага за сестром, стицање славе
Убрзо добија задатак да среди краља бандита- Твинблејда, бившег хероја, што је први озбиљнији изазов за њега. Обавештен је да Твинблејд, заправо, стоји иза напада на његово село. Кренувши заправо да нађе сестру, херој се успут преруши у бандита, прође све Твинблејдове слојеве обезбеђења, нападне краља бандита и обори га. У том тренутку, из шатора излази слепа пророчица, за коју је чуо да зна судбину његове сестре- испоставља се да је то сама Тереза, коју је Твинблејд ослепео, али је од тада бринуо о њој. Играч је у ситуацији да бира између убијања и поштеђивања Твинблејда и његових људи. Шта год да одабере, бандити, било са Твинблејдом или не, касније ће направити замку за Хероја. Тереза пре тога Хероју поклања велико искуство "за све пропуштене рођендане“. 
Након тога херој стиче све веће и значајније моћи, а повећава старе. Већ постаје славан (а ако је играч имао намеру да заснује породицу, нема бољег тренутка), а жели да постане толико познат да би се такмичио у Арени.

### Арена, Џек од Оштрица, потрага за мајком
Након неколико задатака, Херој се квалификује за Арену и тамо бива принуђен да прође 10 различитих нивоа (без паузе), који подразумевају борбу против шкорпија, малих створења, бандита, хидре, земаљских тролова, вукодлака, камених тролова,... Након неколико нивоа, као испомоћ у Арену улази и Виспер, која заправо представља његов последњи задатак- најбољи херој Новог Краљевства, Џек од Оштрица, тражи од њих своје да се боре међусобно до смрти. Уколико је играч за добро решење, поштедеће Виспер, а ако је за зло, убиће је. Свеједно, уколико је поштеди, кад буде у Оуквејлу, срешће је и она ће му признати да је он бољи од ње, а након тога ће се повући и неће се више појављивати. Ипак, без обзира на избор, херој ће освојити Арену, трофеј, доста искуства, новца,... Али при изласку из Арене, догодиће се нешто што мења његов живот- међу статуама победника Арене, видеће статуу своје мајке Скарлет Роуб, за коју се испоставља да је била више од домаћице: некада је била велики Убица Вукодлака, рањена у једној борби, замало није изгубила живот, али јој је Бром спасао живот. После су се венчали и имали децу. Џек од Оштрица га обавештава да је она још жива, и нуди му да поново уједини породицу. У међувремену, Леди Елвира Греј, градоначелница Бауерстона нуди Хероју да је посети у Северном Бауерстону, па чак и флертује са њим. Уколико буде урадио све успутне мисије, Херој ће открити да је она убила своју сестру, на убеђивање Џека, који користи своје моћи, како би завладао целим Албионом (и поред тога, Херој ће моћи да је ожени). Херој открива да Џек, користећи његову заточену мајку покушава да се домогне Мача Еона (врховног бога Албиона), којим би имао бесконачну моћ. Хероју сестра пише да је открила да су преко мајке, њих двоје директни потомци краља Старог Краљевства. Он одлази на мисију да спречи Џека у потери за мачем и ослободи мајку, али стигавши у Џекову тамницу бива ухапшен. Након неколико година, укаже му се шанса за бекство и, и поред препрека, он и Скарлет побегну. Коначни сукоб Хероја са Џеком постао је неминован.

### Последњи задаци и сукоб са Џеком
Моћна Џекова гарда, почиње да терорише цео Албион. Херој отказује све задатке и креће у потеру за Џеком. Најпре одлази на крајњи север, где се неочекивано сукоби са Џековим тајним савезником- Мејзом, кога убија. У неколико задатака обиђе цео Албион, јер Џек у свим местима где постоји портал, извлачи астралне кугле, што је неопходно како би активирао Мач Еона. На крају долази у сам Guild, који запали. Херој га прати до дворане судбине. Онда Џек убија његову мајку- Скарлет, јер је убеђен да се тако активира мач.
Целој наредној борби присуствује и Херојева сестра. Мада је Џек издржљив, лако губи енергију у борби на земљи, па се издигне изнад пода, и активира своје заштитнике. Борећи се против њих, Херој мора да из даљине, магијом и стрелама гађа Џека како би га убио. Када се и то догоди, Џек пропадне кроз портал на поду, остављајући само своју маску и Мач Еона. Играч најпре мора да баци маску кроз портал, а потом да бира- зло решење, да убије мачем сестру, добро решење- да и мач баци кроз портал. Шта год да изабере, сестра се више неће појављивати, али ако баци мач, трајно га губи. Чинило се да је Џек мртав, а и јесте, уколико играч не поседује допуњену верзију игре.

## Изгубљена поглавља
У варијанти, којом је основна игра допуњена, Херој наставља мирно свој живот, Guild се обнавља. У међувремену, ако је бацио мач Еона, може пронаћи мач Еова Суза. Убрзо, неко зло почиње да прогони Албион. Уз помоћ хероине Брајар Роуз, Херој одлази на север и открива да нешто заиста постоји. Штавише, нека створења, за која се мислило да су нестала са Џеком, поново се појављују. Херој и Брајар приђу некој капији, одакле су се чули чудни претећи гласови, који су захтевали да се на улазу оставе три пепела мртвих хероја. Овде је играч опет у ситуацији да бира: за женски леш може убити Брајар, или донети пепео своје мајке, за најстаријег хероја може убити Guildmastera, или донети леш покојног Ностроа. За трећи леш мора да се врати у Арену и победи Џекову гарду. Током овога, испоставља се да претећи глас припада Џеку од Оштрица, који је неким чудом преживео- захваљујући маски. Заправо, Џек никад није ни био човек, већ створење настало кад и богови (себе сматра моћнијим од било кога од њих), а кад је одлучио да себи створи тело, своју душу је склонио у маску (слично Саурону о Господару Прстенова, или Волдеморовим Хоркруксима у Хари Потеру). Како маска није уништена, он је поново створио могућност да створи тело што је и учинио. Након што испуни тражене услове, Херој прође капију и сукоби се са Џеком у телу змаја. Много лакше него први пут га победи, а за крај уништи маску и протера Џека са овог света за сва времена.